# Zamach w Zahedanie (2009)
Zamach w Zahedanie w Iranie wydarzył się 28 maja 2009. Zginęło 20 osób, a ponad 50 odniosło rany.

## Tło
Zahedan leży w prowincji Sistan i Beludżystan. Ta prowincja była sceną dosyć częstych walk policji i handlarzami narkotyków, bądź bojownikami. W 2007 roku w najkrwawszym zamachu w Iranie zginęło tam 11 osób.

## Motywy
Według irańskiego rządu wybuch został prawdopodobnie zorganizowany przez grupę, która dążyła do wywołania wojny między sunnitami, a szyitami przeważającymi w Iranie. Rzecznik grupy terrorystycznej Jundallah powiedział, że wysłali do Zahedanu swojego człowieka.

## Atak
Agencja Fars cytując świadków podała, że do meczetu Amir al-Mohmenin tuż przed eksplozją wszedł mężczyzna z teczką. W szyickim meczecie odbywało się wówczas modlitwa.

## Reakcje
- Iran – Ajatollah Ahmad Chatami powiedział, że Stany Zjednoczone i Izrael przyłożyły rękę do tego zamachu. Oskarżył także amerykanów o wspieranie sunnickich rebeliantów na granicy z Pakistanem. Ponadto stwierdził, że ci którzy organizują zamachy są niewierni i burzą więzi między szyitami i sunnitami. alal Sayah, zastępca gubernatora prowincji Sistan i Beludżystan oskarżył USA o sponsorowanie terroryzmu i zatrudnianie najemników do ataków na Iran. Co więcej irański parlamentarzysta Ali Laridżani, trzy dni po zamachu ujawnił, że irański wywiad posiada raport dt. powiązań Stanów Zjednoczonych z niektórymi terrorystycznymi grupami, które rzekomo miały dążyć do rozpoczęcia wojny domowej między szyitami a sunnitami.
- Stany Zjednoczone – USA zaprzeczyło oskarżeniom jakoby miały sponsorować jakiekolwiek formy terroryzmu na świecie. Rzecznik Białego Domu Robert Gibbs powiedział: Stany Zjednoczone zdecydowanie potępiają atak terrorystyczny, który miał miejsce wewnątrz Iranu, a amerykański naród wysyła kondolencję rodzinom ofiar zamachu.